# Coryphaenoides murrayi
Coryphaenoides murrayi es una especie de pez de la familia Macrouridae en el orden de los Gadiformes.

## Morfología
• Los machos pueden llegar alcanzar los 37 cm de longitud total.

## Hábitat
Es un pez de aguas profundas que vive entre 1.196-2.350 m de profundidad.

## Distribución geográfica
Se encuentra al sur de Australia Nueva Zelanda y Fiyi.